# Яків Люторенко
Яків (Яцина) Люторенко (Лютеренко) (? — 1658) — український військовий діяч доби Гетьманщини. Білоцерківський полковник (1656—1658, з перервами).

## Життєпис
Походив з білоцерківської шляхти. Можливо, сповідував протестантизм до того, як приєднався до козацької спільноти. Люторами у тогочасній Україні називали протестантів. Напевне був білорусом з Гомельщини.
Разом із Яковом Клишею був одним із представників «старовинного» реєстрового козацтва Білоцерківського полку, які у 1648 році стали на бік Богдана Хмельницького. Деякі дослідники плутають факти ранньої біографії Як. Клиші та Як. Люторенка. Можливо, саме він, а не Клиша, згаданий як Яцина у Роставицькій угоді 1619 року гетьмана П. Конашевича-Сагайдачного з урядом Речі Посполитої.
У 1638 році був сотником 2-ї Білоцерківської сотні. У Реєстрі Війська Запорозького 1649 року записаний як рядовий козак полкової сотні.
У червні 1654 році на короткий час вперше очолив полк як наказний полковник. На початку 1656 року обраний білоцерківським полковником замість Семена Половця. 17 травня 1656 року у Білій Церкві зустрівся з московським посланцем Федором Зиковим. Восени того ж року поступився пірначем Івану Сулимі. У 1657 році вдруге призначений полковником, після зняття Сулими з посади за поразку у поході на Варшаву.
У лютому 1658 року взяв участь у раді в Переяславі, яка підтвердила легітимність обрання Івана Виговського гетьманом. Відмовився брати участь у придушенні повстання М. Пушкаря. У травні усунутий гетьманом з посади, визнаний винним у зраді та страчений 29 червня у Чигирині.